# Munroeodes delavalis
Munroeodes delavalis is een vlinder uit de familie van de grasmotten (Crambidae), uit de onderfamilie van de Pyraustinae. De wetenschappelijke naam van deze soort is voor het eerst voorgesteld als Botis delavalis door Heinrich Benno Möschler in een publicatie uit 1881.
De soort komt voor in Suriname en Frans-Guyana.